# Robert Dunkarton

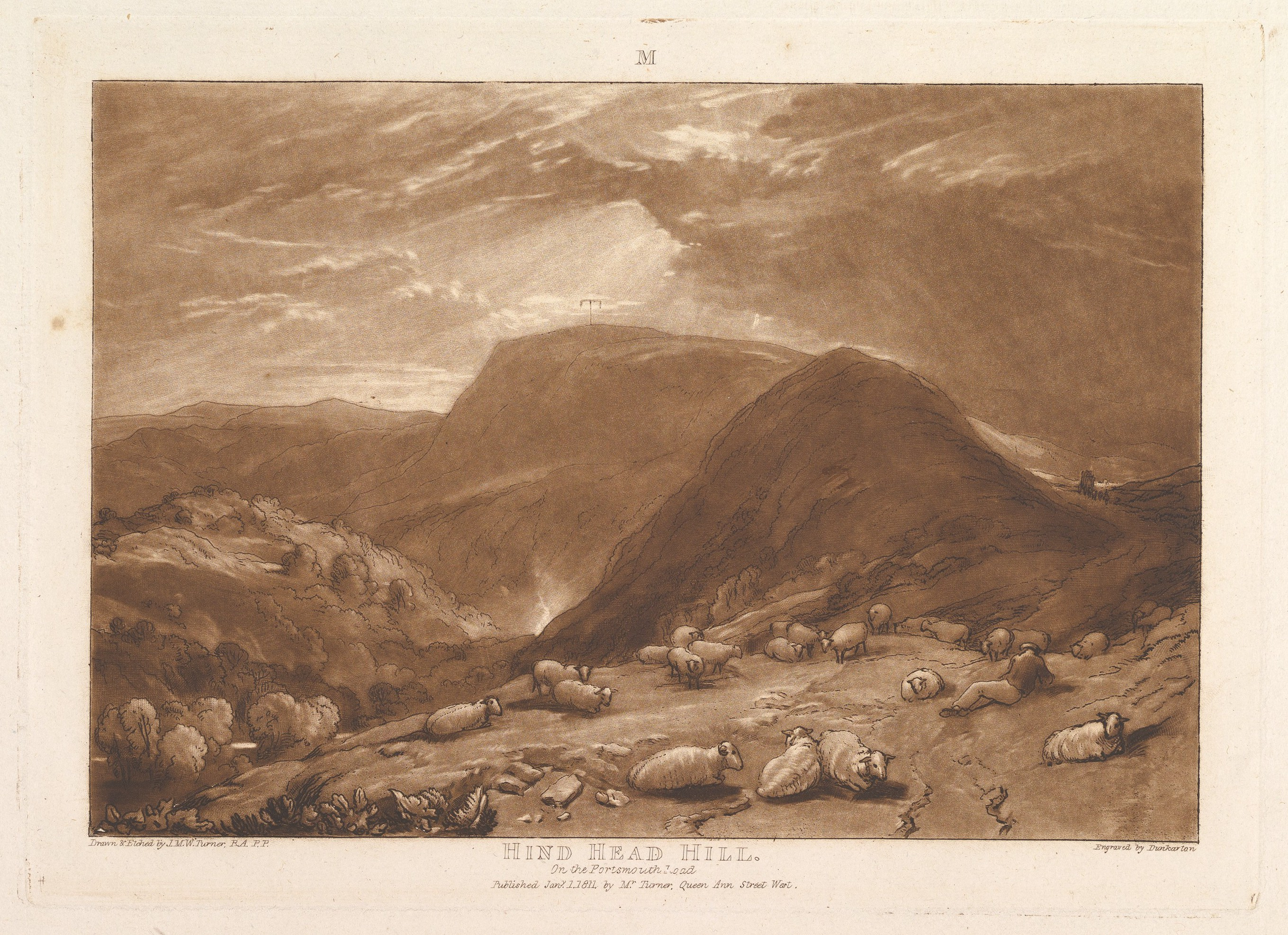
Hind Head Hill, Gravur von Robert Dunkarton für Liber studiorum von William Turner

Robert Dunkarton (* 1744 in London; † im Januar 1815 ebenda) war ein englischer Portraitmaler und Mezzotintograveur.

## Leben und Werk

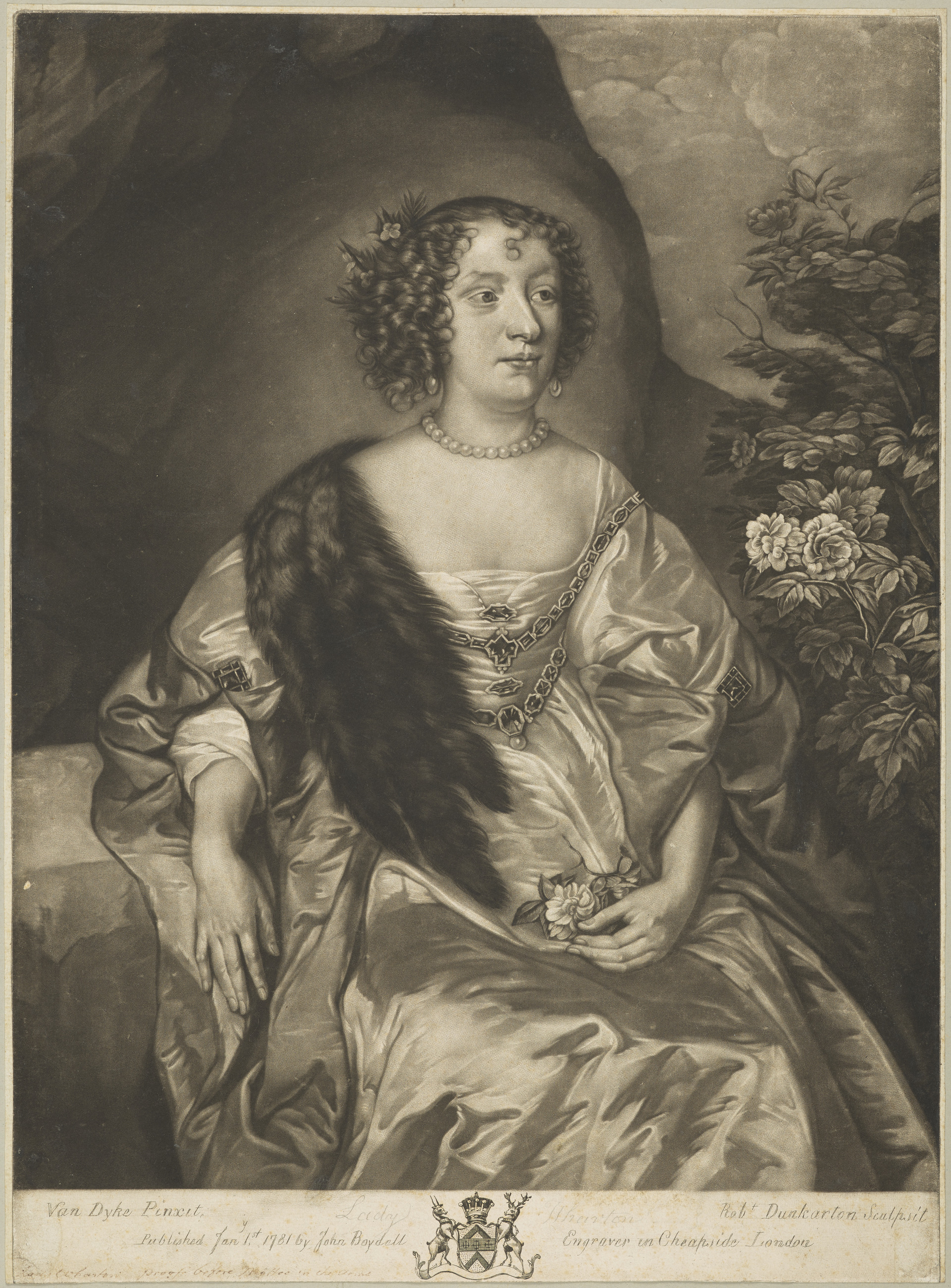
Mezzotinto nach einem Gemälde von Anthony van Dyck

Dunkarton war Schüler von William Pether (1738–1821). Er begann seine künstlerische Karriere mit der Herstellung von Porträtzeichnungen und Porträts in Öl, die in der Royal Academy of Arts ausgestellt wurden.
Ab 1770 befasste er sich aber vorwiegend mit der Mezzotinto-Gravur. Seine kunstgeschichtliche Bedeutung hat er vor allem durch die große Anzahl von Gravuren nach zeitgenössischen Landschaftsbildern, Historiengemälden, von botanischen Illustrationen und von Porträts. Sicher nachgewiesen sind 168 Porträts in Mezzotintotechnik. Einer seiner letzten Auftraggeber war William Turner, für den er Mezzotinto-Gravuren für das Liber studiorum angefertigt hat.
Zwischen 1774 und 1779 hat er an Ausstellungen der Royal Academy teilgenommen.
Über die Zeit nach 1815 gibt es von ihm keinerlei Daten.
Erhalten sind u. a. Gravuren nach Gemälden von William Artaud (1763–1823), William Beechey, William Wolfgang Claret (* 1766), John Singleton Copley, Arthur William Devis (1762–1822), Anthony van Dyck, John Greenhill (um 1644–1676), William Humphrey (1745–1810), Godfrey Kneller, Thomas Lawrence, William Lawranson (um 1742–1783), Peter Lely, David Loggan (1634–1692), James Northcote (1746–1831), Francis Parsons (1763–1783), Willem de Passe, François Quesnel (um 1543–1619), Joshua Reynolds, John Riley (1646–1691), George Romney, Jan van der Vaart (um 1650–1727), Benjamin West, Willem Wissing (1656–1687) oder Samuel Woodforde (1763–1817).

## Kunsthandel
Mezzotinto-Arbeiten von Robert Dunkarton erreichen auf dem Kunstmarkt Preise von ca. 500 Euro bis 5000 Euro.